# حاجی‌حسن، باکو
حاجی‌حسن (به لاتین: Xocəsən) یک منطقهٔ مسکونی در جمهوری آذربایجان است که در باکو واقع شده‌است. حاجی‌حسن ۵٬۱۰۰ نفر جمعیت دارد.